# Towarzystwo Gimnastyczne „Sokół” w Katowicach

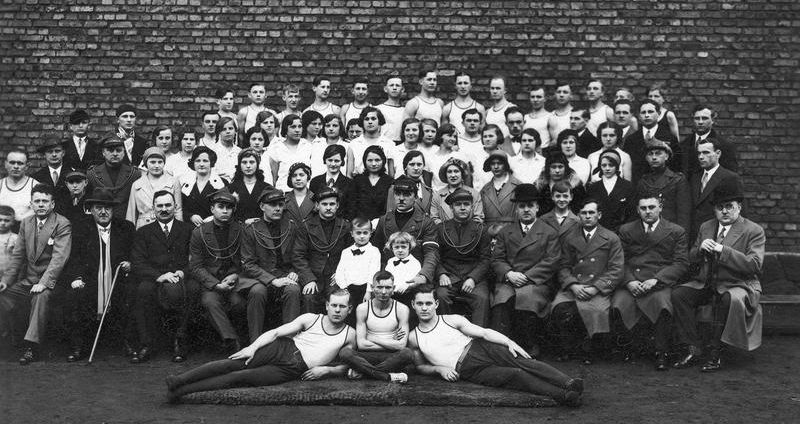
Gniazdo Towarzystwa Gimnastycznego „Sokół” Katowice-Załęże 1932.

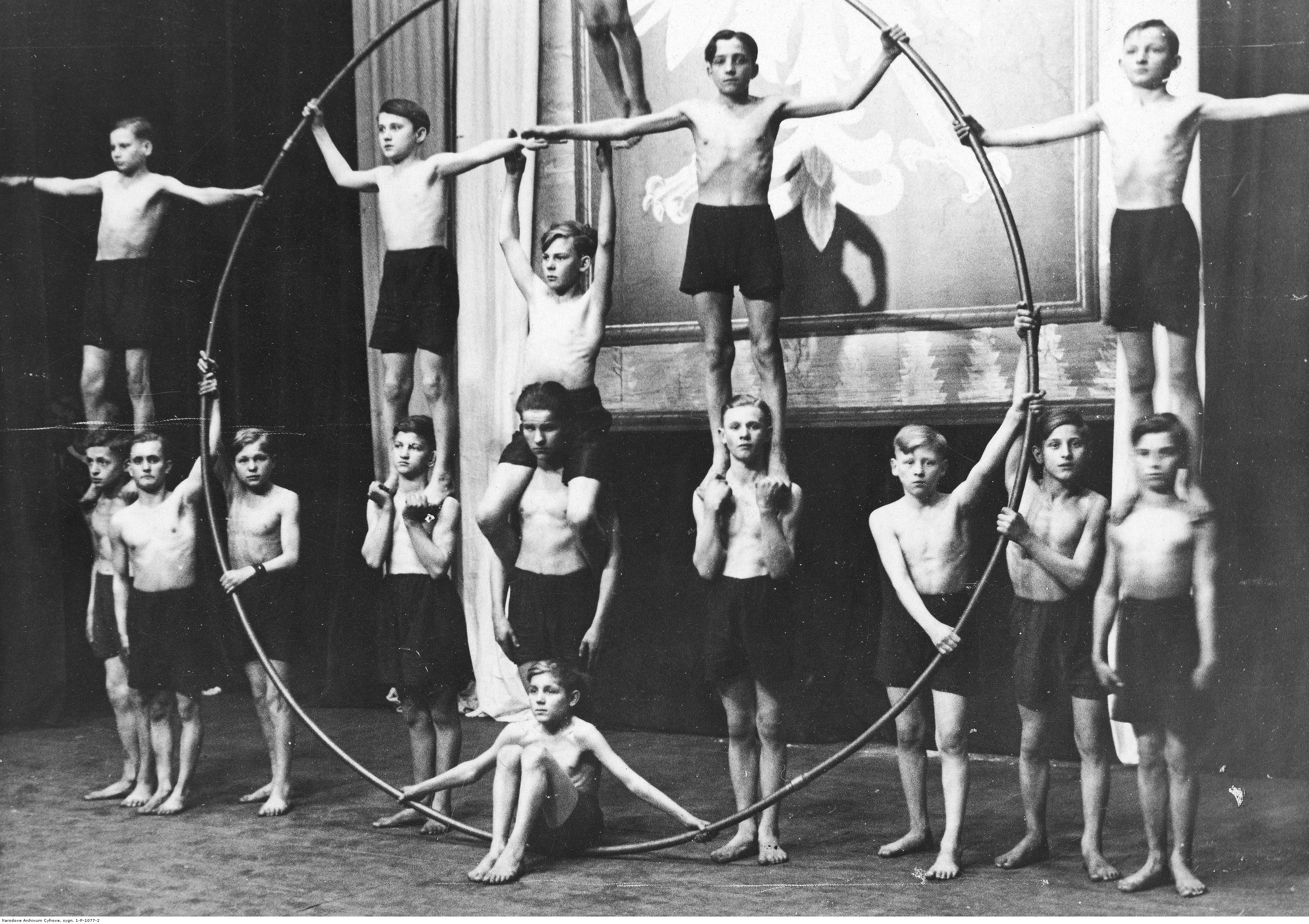
Pokaz gimnastyczny sekcji młodzieżowej Sokoła w Teatrze Polskim w Katowicach 1934.

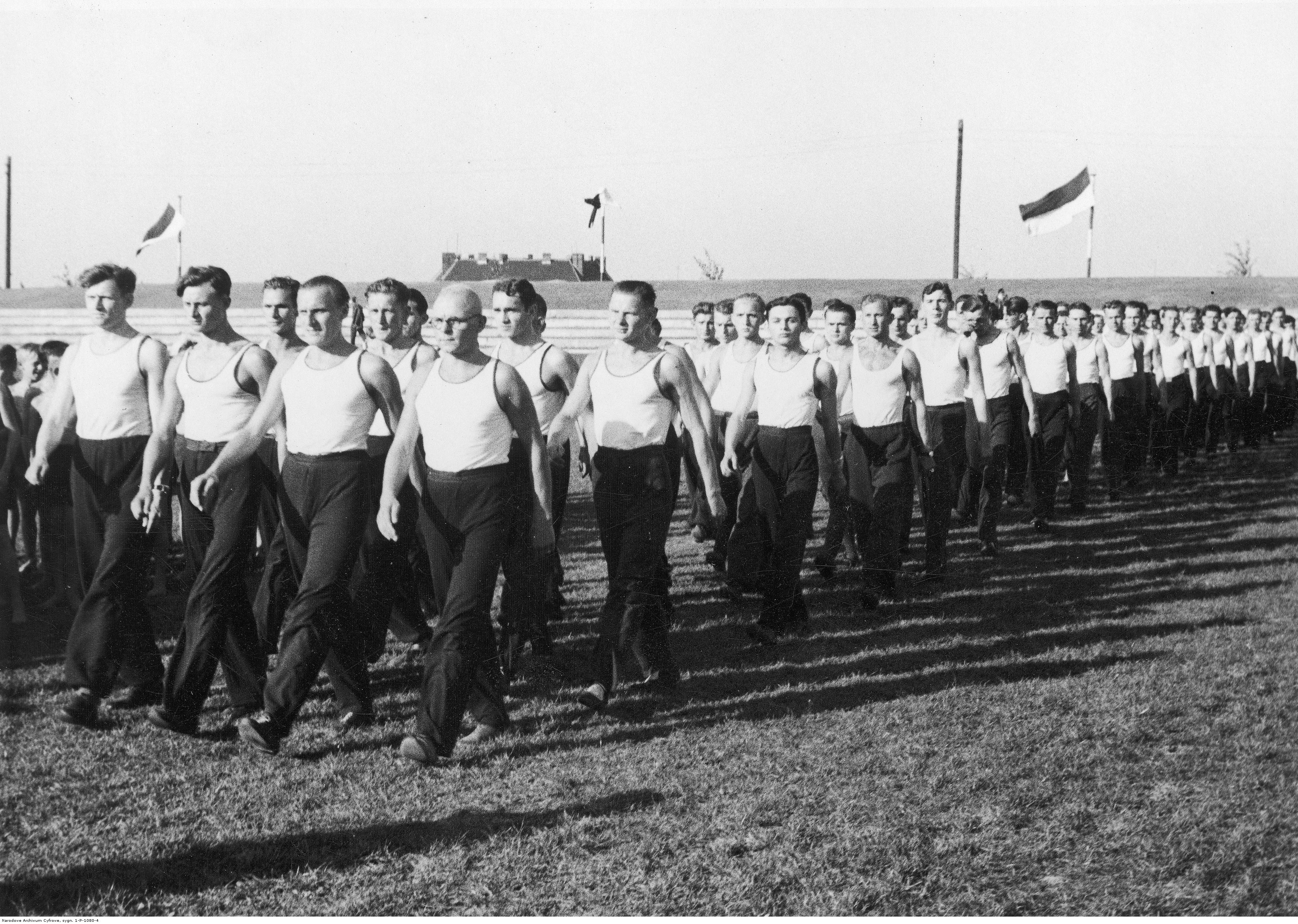
Zlot jubileuszowy okręgu śląskiego 22 września 1935. Parada sekcji męskich.

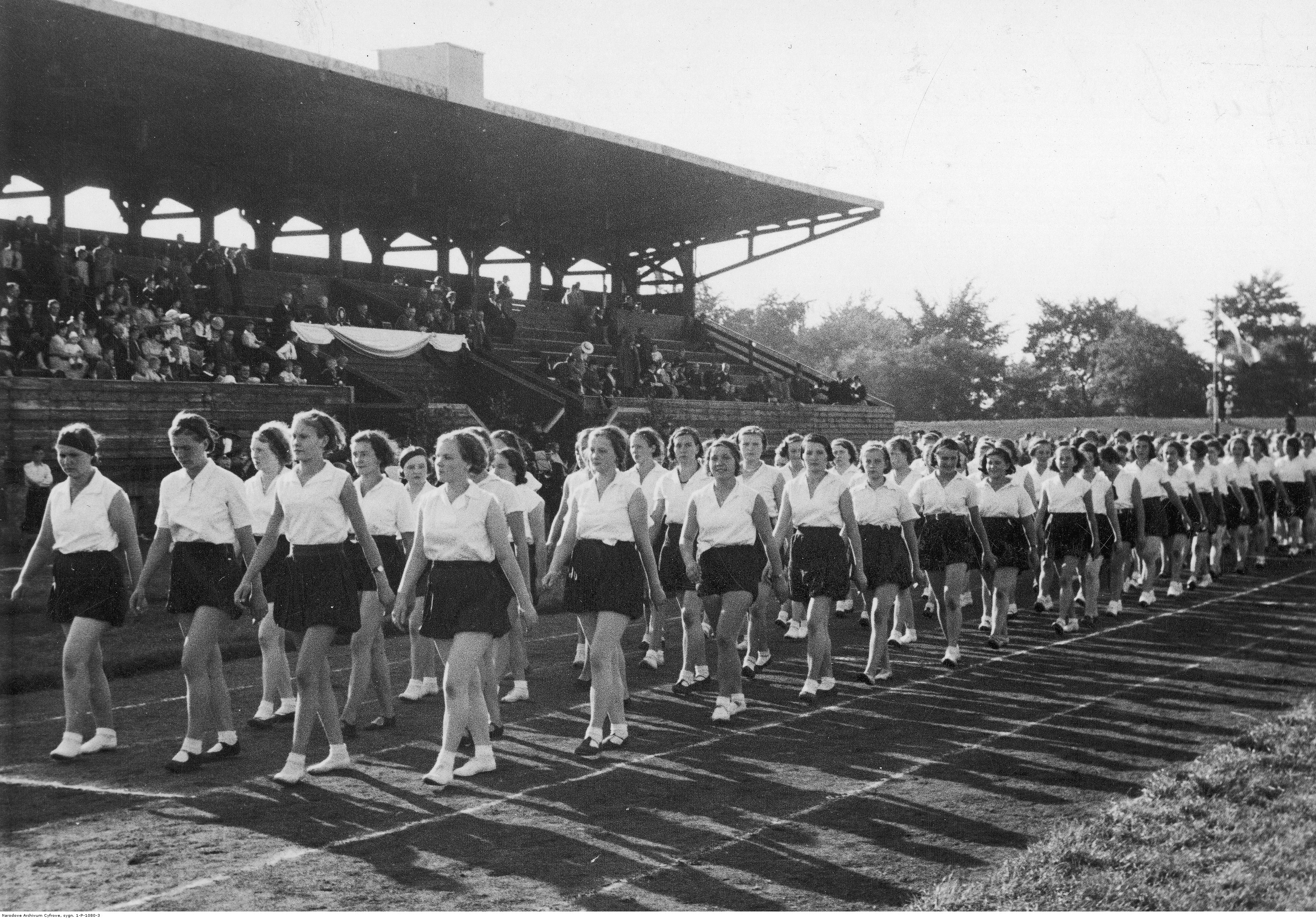
Zlot jubileuszowy okręgu katowickiego w 1935 roku. Parada sekcji kobiecych.

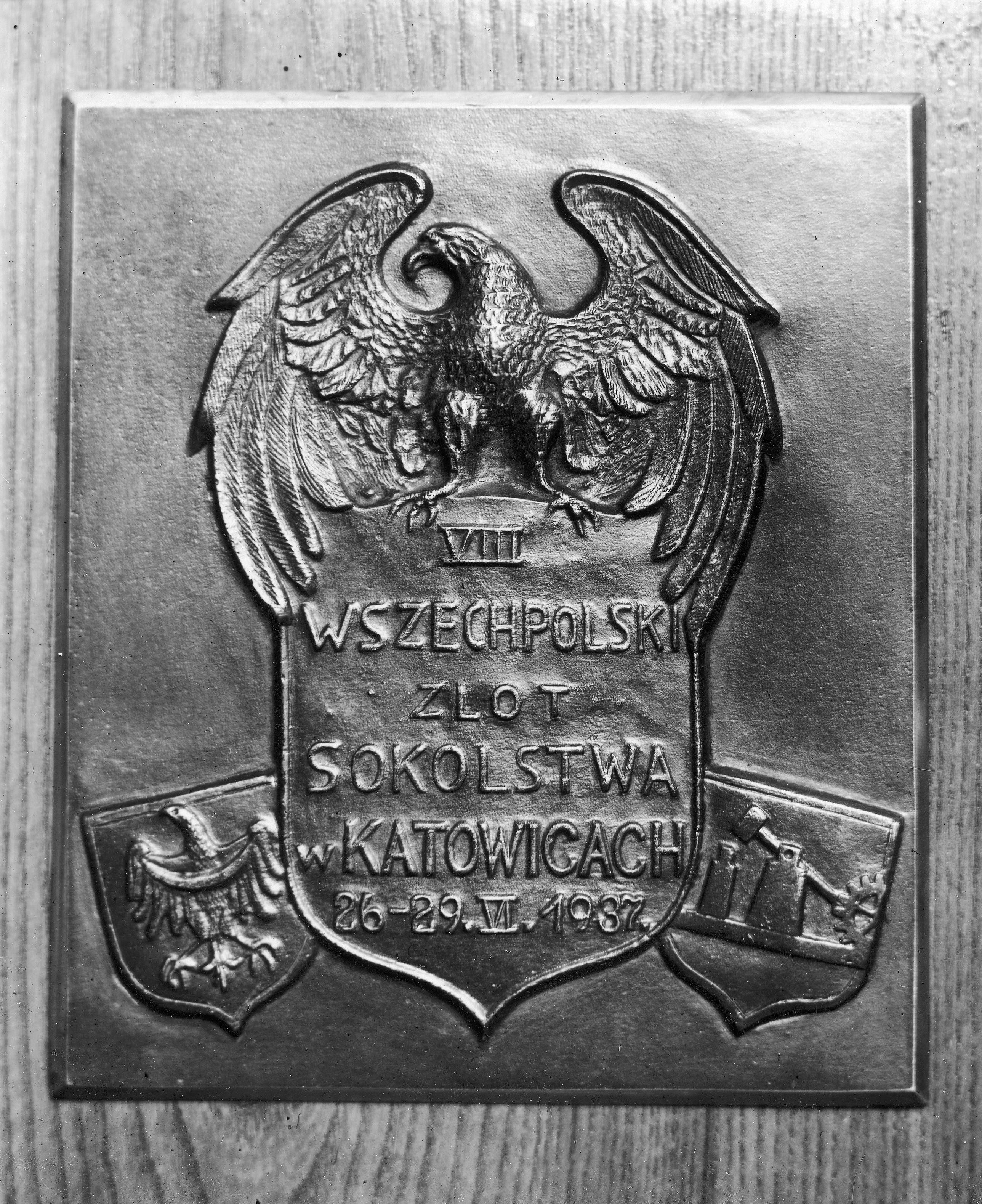
Okolicznościowa plakieta na VIII ogólnopolski zlot Towarzystwa Gimnastycznego „Sokół” w Katowicach w 1937.

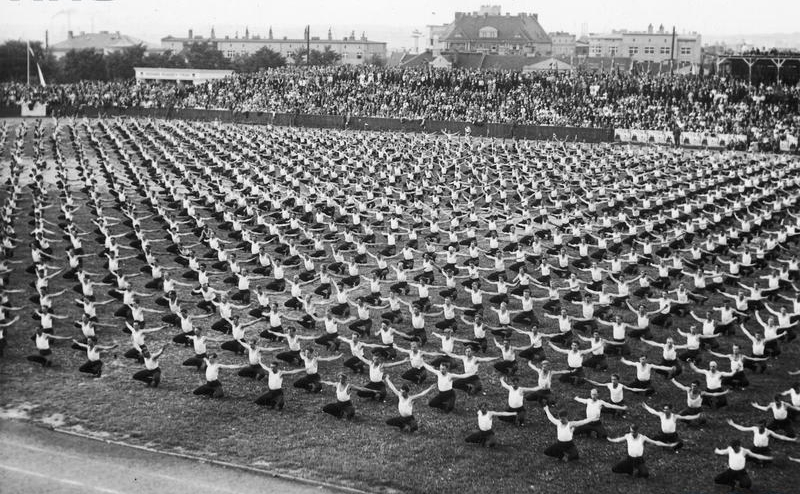
VIII ogólnopolski zlot Towarzystwa Gimnastycznego „Sokół” w Katowicach 1937.

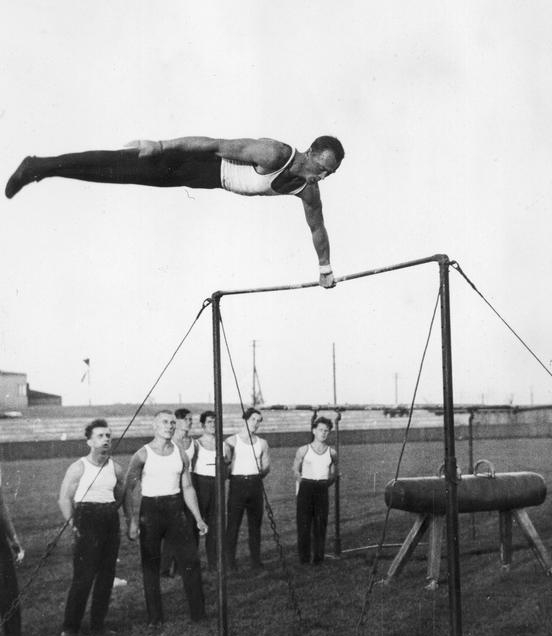
Wilhelm Breguła podczas ćwiczeń na drążku gimnastycznym w czasie jubileuszowego zlotu okręgu śląskiego Towarzystwa Gimnastycznego „Sokół”, Katowice 1935

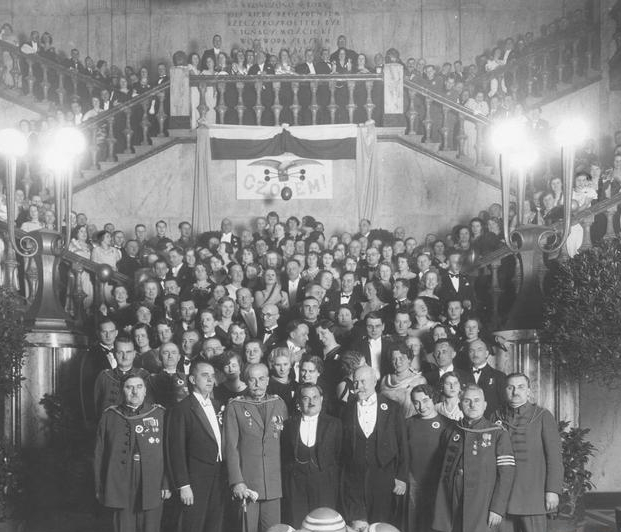
Od lewej prezydent Królewskiej Huty Wincenty Spaltenstein, prezydent Katowic Adam Kocur na fotografii grupowej wraz z członkami Sokoła w holu Sejmu śląskiego w 1934.

Towarzystwo Gimnastyczne „Sokół” w Katowicach – drugie na Górnym Śląsku gniazdo Polskiego Towarzystwa Gimnastycznego „Sokół” utworzone w 1896 roku w Katowicach. Trzecie na Śląsku, po Towarzystwie Gimnastycznym „Sokół” w Bytomiu oraz Towarzystwie Gimnastycznym „Sokół” we Wrocławiu.

## Geneza
Pierwsze organizacje sokolskie tworzyły się na Śląsku już w XIX wieku. Idea tworzenia towarzystw gimnastycznych rozpowszechniła się wśród Polaków przychodząc z Czech. Pierwsze polskie gniazdo ruchu sokolskiego zostało założone 7 lutego 1867 we Lwowie. Natomiast pierwsze gniazdo „Sokoła” utworzone przez Polaków mieszkających na Śląsku powstało 21 lipca 1894 roku we Wrocławiu.
W 1895 roku w Bytomiu powstało pierwsze górnośląskie gniazdo „Sokoła”, Założył je robotnik Józef Tucholski. Od 5 stycznia 1896 roku prezesem został dziennikarz, polityk oraz późniejszy poseł do parlamentu w Berlinie Paweł Dombek.

## Historia
Początkowo spotkanie organizacyjne miało odbyć się 15 marca 1896 r. w lokalu Krystówka („Stadthaus”) przy ulicy Pocztowej w Katowicach. Na pisemne zaproszenie stawiło się tam 19 obywateli Katowic oraz okolicznych miejscowości jednak w ostatniej chwili pomimo wcześniejszej rezerwacji gospodarz odmówił gościny i zaproszeni goście musieli udać się na spotkanie do prywatnego mieszkania jednego z inicjatorów.
Katowicki „Sokół” założony został tego samego dnia w prywatnym mieszkaniu Aleksandra Lewandowskiego, któremu powierzono funkcję prezesa organizacji. Naczelnikiem Sokoła został Wacław Okulicz. Do grona założycieli należeli również Jan Jesionek oraz jego synowie Wiktor oraz Henryk, Wojciech Zając (sekretarz), Jan Skiba, Wacław Okulicz (naczelnik), Adolf Ligoń, Ignacy oraz Kazimierz Kużaj, Jan Joks (skarbnik), Stanisław Beszczyński, Michał Rzepka, Aleksander Lissek, Wincenty Czaplicki, Antoni Szymkowiak i inni.
Organizacja od początku swojego istnienia stała się obiektem prześladowań niemieckiej administracji. Na następne spotkanie, które miało odbyć się w lokalu Toeplera przy ulicy Emmy przybyło 40. członków i gości oraz niemiecka policja. Komisarz policyjny Madler rozwiązał spotkanie i po raz kolejny uczestnicy skorzystali z gościny Aleksandra Lewandowskiego.
Katowickim Sokołom udało się jednak wkrótce wynająć salkę do ćwiczeń w lokalu znajdującym się przy ówczesnej ul Grundmanna w Katowicach należącym do oberżysty Heinzego. Przez kilka miesięcy katowicki Sokół odbywał tam ćwiczenia gimnastyczne jednak pod naciskiem policji, która zagroziła odebraniem koncesji, gospodarz wymówił wynajem lokalu i członkowie znowu znaleźli się na ulicy.
W lecie 1896 roku 20. sokołów z Katowic wzięło udział w Zlocie Sokoła Krakowskiego, a we wrześniu 1896 na zaproszenie kolegów udali się do Bytomia na obchody pierwszej rocznicy bytomskiego gniazda. Na spotkanie jednak nie dotarli ponieważ aresztowano ich podczas oczekiwania na pociąg w poczekalni dworcowej z powodu tego, że „oczekujący w poczekalni niemieccy pasażerowie poczuli się urażeni ich organizacyjnym strojem”. Sąd ziemiański w Bytomiu skazał katowickich sokołów (a wraz z nimi bytomskich) na karę grzywny w wysokości 30. marek oraz 5. dni więzienia oraz całkowicie zakazał noszenia organizacyjnych strojów Towarzystwa Gimnastycznego Sokół. Po wyroku niemiecka policja w Bytomiu przeprowadziła szereg rewizji mieszkań, lokalu do ćwiczeń dokonując również osobistych przeszukań. Podobne szykany wobec sokołów katowickich przeprowadziła również policja w Katowicach.
W 1897 roku katowickie gniazdo wysłało trzech delegatów na zlot poznańskich sokołów jednak administracyjne szykany, rewizje, aresztowania, brak sali do ćwiczeń oraz tzw. „afera mundurkowa” spowodowały, że działalność organizacji została zawieszona.

### Reaktywacja działalności
Działalność towarzystwa ponownie wznowiono dopiero 6. lat później dnia 11 września 1902 roku w Katowicach. Na spotkanie organizacyjne, które odbyło się w sali restauracji Erdmanna Gussa (późniejsza winiarnia Nixdorfa) przy Friedrichstraße 4 (dzis. ul. Warszawska) stawiło się kilkadziesiąt osób w tym kilku członków z sąsiednich gniazd sokolskich z Roździenia oraz Bytomia. Tradycyjnie przybyli również przedstawiciele niemieckiej policji.
Wybrano nowy zarząd, którego prezesem został znany śląski działacz polityczny Wojciech Korfanty, a naczelnikiem Józef Tucholski. Na spotkaniu tym Korfanty zapowiedział budowę własnej siedziby towarzystwa tzw. „Domu Sokoła”, w którym miały się odbywać ćwiczenia gimnastyczne. Po raz kolejny niemiecka policja zagroziła właścicielowi lokalu, w którym się odbyło to spotkanie, zabraniem koncesji na prowadzenie wyszynku i ponownie Sokół katowicki nie miał gdzie się spotykać. Działacze Sokoła znaleźli jednak jeszcze tego samego roku opuszczony warsztat stolarski leżący pod numerem 4. przy ul. Heinzla i wynajęli go na prywatne nazwisko jednego z członków. W miejscu tym konspiracyjnie odbywały się spotkania Sokoła, który liczył wówczas 53 członków.
Na pierwszym spotkaniu organizacyjnym w nowej prowizorycznej siedzibie wybrano kolejny, trzeci już zarząd. W 1903 roku na stanowisku prezesa Korfantego zastąpił Wacław Szyperski. Katowicki Sokół mimo ciągłych szykan daje początek nowym gniazdom sokolskim w Załężu, Bogucicach oraz Dębiu.
Przy towarzystwie zawiązało się również kółko śpiewacze, a śląscy członkowie Sokoła powrócili również wkrótce do noszenia organizacyjnych strojów zyskując u Niemców przydomek „Sokolistenbruder”. Ujawnienie się przyniosło członkom kolejne szykany ze strony administracji oraz policji, a także nieprzychylną kampanię w niemieckiej prasie. Członkowie organizacji byli w tym okresie wielokrotnie atakowani i aresztowani co na bieżąco komentował „Górnoślązak”. W konsekwencji kilku procesów oraz kar finansowych nakładanych przez władze niemieckie na członków towarzystwa, niemiecka policja zamknęła po raz kolejny siedzibę Sokoła w Katowicach w 1906 roku.
Scenariusz ten wielokrotnie się powtarzał. Członkowie Sokoła ponownie wyszukiwali nową siedzibę, która po inwigilacji przez agentów tajnej policji oraz seriach szykan zamykana była odgórną decyzją administracyjną. Kolejną siedzibą Sokoła od 1907 roku była sala „Reichshalle” przy ulicy Karola, które towarzystwo zmuszone było opuścić w 1910. Następną siedzibę członkowie towarzystwa zbudowali w Załężu, gdzie na salę ćwiczeń zaadaptowano starą stodołę. Odbywały się w niej co miesiąc zebrania oraz 2 razy w tygodniu ćwiczenia gimnastyczne. Siedziba przetrwała do 1912 roku i gimnastycy z Sokoła ponownie musieli szukać nowej siedziby. Gdy tylko jakiś właściciel zgodził się udostępnić lokal Sokołom zjawiała się w nim niemiecka policja z zakazem grożąc mu odebraniem koncesji. Do wybuchu I wojny światowej katowicki Sokół wielokrotnie zmieniał siedziby ratując się w sytuacjach kryzysowych mieszkaniami członków. Ostatni lokal zajmowany przez TG Sokół w Katowicach był starym warsztatem koszykarskim przy ulicy Poprzecznej 5.
W okresie bezpośrednio przed wybuchem I wojny światowej prezesem organizacji byli Stanisław Rożanowicz, a w 1914 objął je Tomasz Kowalczyk. Działalność ponownie zawieszono w czasie I wojny światowej, kiedy większość jej członków została powołana do niemieckiego wojska.
Po raz kolejny organizację reaktywowano 17 marca 1918 roku dzięki inicjatywie Franciszka Müllera. Od 10 stycznia 1919 roku funkcję pierwszego prezesa dzielnicy śląskiej pełnił współpracownik Korfantego późniejszy marszałek Sejmu Śląskiego Konstanty Wolny. 11 maja 1919 r. wybrano nowy zarząd gniazda, na czele którego stanął prezes Franciszek Głowacki. W 1920 ponownie stanowisko objął Stanisław Rożanowicz, a naczelnikiem był Jan Lipp.

### II RP
W 1920 roku katowicki okręg TGS liczył 1347 członków skupionych w 12 gniazdach regionalnych w tym w samych Katowicach było 120 kół sportowych podlegających organizacji. Katowicka sekcja Sokoła odnosiła liczne sukcesy sportowe w II RP. Znanym przedwojennym zawodnikiem katowickiego „Sokoła” był urodzony w Zawierciu Eligiusz Pieniążek, w kręgach sportowych lat trzydziestych znany jako „Odrowąż”. Startując w barwach klubu zdobył pierwsze miejsce w mistrzostwach Polski w podnoszeniu ciężarów.
W 1937 roku na czele organizacji stanął Rudolf Troszok, sekretarzem był Konrad Gruszka, skarbnikiem dr Stanisław Dawidowski, a naczelnikiem Bogusław Plewiński.
W latach 1919–1939 regionalne koło Sokoła w Katowicach wydawało własny organ prasowy Sokół na Śląsku wraz z "Dodatkiem technicznym" omawiającym techniki gimnastyczne .

### II wojna światowa i okres powojenny
Rozwój organizacji po raz kolejny przerwał w 1939 roku wybuch II wojny światowej. W okresie powojennym nie została reaktywowana w Polskiej Rzeczypospolitej Ludowej. Zadecydował o tym niepodległościowy charakter organizacji oraz endeckie sympatie polityczne jej członków. Przedstawiciele ruchu sokolskiego byli po wojnie prześladowani przez władze komunistyczne PRL.
11 listopada 2011 roku w katowickim muzeum otwarto wystawę dedykowaną organizacji pt. „Towarzystwo Gimnastyczne „Sokół” w Katowicach”.

## Organizacja
- Okręg katowicki towarzystwa pod kierownictwem Józefa Smołczyka. Podlegało mu 12 lokalnych gniazd, w skład których wchodziło w 1920 roku w sumie 1347 członków.

| Lp. | Gniazdo         | Data założenia         | Liczba członków |
| --- | --------------- | ---------------------- | --------------- |
| 1   | Katowice        | 15 marca 1896          | 120             |
| 2   | Załęże          | 15 kwietnia 1911       | 125             |
| 3   | Bogucice        | 15 czerwca 1911        | 142             |
| 4   | Siemianowice    | 5 kwietnia 1914        | 119             |
| 5   | Ligota          | 7 marca 1920           | 100             |
| 6   | Mała Dąbrówka   | 12 stycznia 1919       | 156             |
| 7   | Michałkowice    | 22 lutego 1920         | 157             |
| 8   | Bytków          | 5 kwietnia 1920        | 60              |
| 9   | Dąb-Józefowiec  | 12 lutego 1912         | 113             |
| 10  | Katowicka Hałda | 13 stycznia 1919       | 117             |
| 11  | Załęska Hałda   | 29 stycznia 1920       | 80              |
| 12  | Przełajka       | 13 maja 1920           | 64              |
|     |                 | Liczba członków ogółem | 1347            |